# Partó
Partó (en anglès i en francès: Parton), en la física de partícules, es va proposar per part del físic Richard Feynman l'any 1969, per tal de descriure l'estructura dels hadrons i modelitzar les interaccions amb els hadrons d'alta energia. A partir de llavors, els partons descrits en aquest model s'han identificat amb els quarks i els gluons.

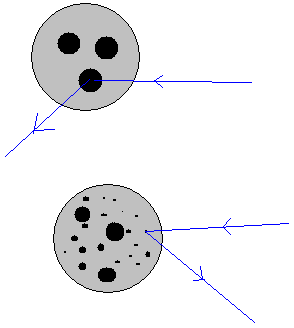
Partícules sobre uns hadrons d'alta i de baixa energia

En aquest model, els hadrons com són els nucleons (protons o neutrons) estan composts de subpartícules puntuals independents anomenades partons.
Una particularitat dels partons és que la seva caracterització depèn de l'escala d'interacció considerada, escala definida per l'invers del mòdul de la impulsió transferida a l'hadró durant la interacció. Així, un partó vist com un simple quark a una escala donada es pot revelar ser la superposició d'un quark i d'un gluó a una escala més petita. Per aquest fet, el nombre de partons observat en un hadró augmenta amb la impulsió transferida. A baixa energia, un barió no contindrà més que tres partons (els tres quarks de valència). A més alta energia, la possibilitat d'observar un hadró a una escala més fina permet revelar una mar de partons.